# Salon de la jeune sculpture
Le Salon de la jeune sculpture est une exposition artistique créé en novembre 1948 consacré à la sculpture, et plus précisément aux nouvelles tendances contemporaines. Les expositions se sont tenues à Paris dans des lieux divers, allant du musée d'art moderne de la ville de Paris aux jardins des Champs-Élysées, jusqu'en 1990.
Un prix est décerné durant le salon.

## Fondation
La fondation de l'Association de la jeune sculpture en 1948 est notamment l'œuvre de Denys Chevalier et de Pierre Descargues, tous deux écrivains d'art, entourés par un groupe de sculpteurs incluant Emile Gilioli, Marcel Gili, Emmanuel Auricoste, Germaine Richier, Antoniucci Volti, Joseph Rivière et Jacques Gestalder. Denys Chevalier en est rapidement devenu le seul animateur et président.
L'objet premier de l'association était l'organisation d'une exposition annuelle de sculpture destinée à faire connaître les tendances contemporaines et, bien qu'il n'y eût aucune exclusive, elle s'est principalement intéressée à l'art non figuratif.
Le Salon a été inauguré le 14 mai 1949, dans le jardin et la chapelle du musée Rodin à Paris. Le premier Salon accueillait 63 sculpteurs parmi lesquels Emmanuel Auricoste, Émile Gilioli, Étienne Hajdu, Baltasar Lobo et Berto Lardera.

## Développement
Rapidement, le Salon de la jeune sculpture est devenu un rendez-vous important pour beaucoup d'artistes et plus de 200 artistes se trouvaient ainsi réunis dans les années 1970.
En 1980, le Salon se tient dans les décombres de Bercy, à l'emplacement du futur palais Omnisports, et l'année suivante, il se déroule dans le jardin des serres d'Auteuil. Finalement, en 1982, le Salon est installé dans les entrepôts du quai d'Austerlitz.
Le dernier salon s'est tenu en 1990.

## Lauréats du Prix du Salon de la jeune sculpture
- 1948 : Edgard Pillet
- 1949 : Étienne-Martin
- 1956 : Pierre Merlier ; Georges Oudot
- 1961 : Jacques Coquillay
- 1963 : Louis Lutz
- 1964 : Henry Comby (Prix André-Susse)
- 1965 : Diourka Medveczky
- 1967 : Alberto Guzman (Prix André-Susse)
- 1969 : Nissim Merkado ; Léonardo Delfino (Prix André-Susse)
- 1972 : Philippe Scrive ; François Cante-Pacos
- 1974 : Arlette Ginioux
- 1976 : Michel Bérard
- 1977 : Irmgard Sigg
- 1978 : Chaouki Choukini
- 1980 : Johannes Leismüller ; Peter Gnass (Prix Adam et Prix Daum)